# Роминешть (Сату-Маре)
Роминешть, Роминешті (рум. Românești) — село у повіті Сату-Маре в Румунії. Входить до складу комуни Медієшу-Ауріт.
Село розташоване на відстані 437 км на північний захід від Бухареста, 17 км на схід від Сату-Маре, 118 км на північ від Клуж-Напоки.

## Населення
За даними перепису населення 2002 року у селі проживали 878 осіб.
Національний склад населення села:
| Національність | Кількість осіб | Відсоток |
| -------------- | -------------- | -------- |
| румуни         | 621            | 70,7%    |
| угорці         | 242            | 27,6%    |
| цигани         | 14             | 1,6%     |

Рідною мовою назвали:
| Мова      | Кількість осіб | Відсоток |
| --------- | -------------- | -------- |
| румунська | 635            | 72,3%    |
| угорська  | 243            | 27,7%    |